# Nicklas Helenius
Nicklas Helenius, né le 8 mai 1991 à Svenstrup au Danemark, est un footballeur international danois qui joue au poste d'avant-centre à l'Aalborg BK.

## Biographie

### Aalborg BK
Né à Svenstrup au Danemark, Helenius rejoint l'équipe junior de l'Aalborg BK à l'âge de 13 ans et reçoit son premier contrat pendant qu'il faisait partie de l'équipe des moins de 19 ans. Lors de la saison 2009-2010, Helenius devient le meilleur buteur du championnat du Danemark des moins de 19 ans avec 22 buts, seulement battu par Brent McGrath qui a marqué 29 buts avec l'équipe du Brøndby IF.
Il fait ses débuts avec l'équipe première le 16 mai 2010 contre le HB Køge. Helenius marque son premier but le 10 septembre 2010 face au AC Horsens. Il a obtenu son premier grand moment en Superliga quand il a marqué quatre buts en quatre matches de championnat entre octobre et novembre 2010.
Après la saison 2012-2013, Helenius est sélectionné en tant que meilleur joueur de la saison du championnat sur le site internet de l'UEFA.

### Aston Villa
Le 18 juin 2013, Helenius signe un contrat de trois ans dans le club de Aston Villa pour une valeur de 1,2 million £ (1,4 million €). Helenius a marqué de la tête lors du premier match de pré-saison contre l'équipe allemande SV Rodinghausen. Il enchaîne avec un autre but de la tête contre le VfL Bochum lors de sa seconde apparition avec le club.
En septembre 2013, Helenius gagna en notoriété après avoir été déculotté par le défenseur de Tottenham Hotspur Jan Vertonghen, et il fut révélé qu'il portait des slips blancs serrés.
Après une saison peu convaincante durant laquelle il ne participe qu'à six matchs, il est prêté pour une saison à son club formateur du Aalborg BK le 9 juillet 2014.

### Odense BK
En juillet 2017, Nicklas Helenius rejoint l'Odense BK. En fin de contrat en juin 2017, le transfert est annoncé dès le 30 janvier 2017 et il s'engage pour un contrat de trois ans.
Helenius marque son premier but pour le club le 21 septembre 2017 face au Fremad Amager, en coupe du Danemark. Titulaire, il ouvre le score sur coup franc direct et participe à la victoire des siens (2-3 score final).

### AGF Århus
Le 7 juillet 2019, Nicklas Helenius rejoint l'AGF Århus. Il signe un contrat de trois ans, soit jusqu'en juin 2022,.

### Retour au Silkeborg IF
Le 14 décembre 2020, le Silkeborg IF annonce le retour de Nicklas Helenius. Le contrat est effectif à partir du 1er janvier 2021 et d'une durée de trois ans et demi.
Il est promu en première division avec Silkeborg à l'issue de la saison 2020-2021. Il retrouve donc l'élite lors de la saison 2021-2022. Helenius fait partie du trio offensif efficace composé des ailiers Nicolai Vallys, Sebastian Jørgensen et lui-même, qui mène le Silkeborg IF à la troisième place du championnat dès son retour dans l'élite. L'avant-centre terminant meilleur buteur de la ligue avec 17 réalisations est également en lice pour le titre de meilleur joueur de la saison, avec notamment le Brésilien Evander, finalement remporté par l'Espagnol Pep Biel.
Moins efficace lors de la première partie de saison 2022-2023, Helenius envisage un départ au mercato hivernal, comme il l'affirme en décembre 2022.

### Second retour à Aalborg
Le 17 janvier 2023, Nicklas Helenius fait son retour à l'Aalborg BK. Il signe un contrat courant jusqu'en décembre 2025,.

## Carrière
| Saison                | Club                  | Championnat           | Championnat | Championnat | Coupe nationale | Coupe nationale | Coupe de la Ligue | Coupe de la Ligue | Compétition(s) continentale(s) | Compétition(s) continentale(s) | Compétition(s) continentale(s) | Danemark | Danemark | Total | Total |
| Saison                | Club                  | Division              | M.          | B.          | M.              | B.              | M.                | B.                | Comp.                          | M.                             | B.                             | M.       | B.       | M.    | B.    |
| 2009-2010             | Aalborg BK            | SAS Ligaen            | 1           | 0           | -               | -               | -                 | -                 | -                              | -                              | -                              | -        | -        | 1     | 0     |
| 2010-2011             | Aalborg BK            | SAS Ligaen            | 29          | 5           | 2               | 1               | -                 | -                 | -                              | -                              | -                              | -        | -        | 31    | 6     |
| 2011-2012             | Aalborg BK            | SAS Ligaen            | 32          | 13          | -               | -               | -                 | -                 | -                              | -                              | -                              | -        | -        | 32    | 13    |
| 2012-2013             | Aalborg BK            | SAS Ligaen            | 33          | 16          | 2               | 2               | -                 | -                 | -                              | -                              | -                              | 3        | 0        | 38    | 18    |
| Sous-total            | Sous-total            | Sous-total            | 95          | 34          | 4               | 3               | 0                 | 0                 | -                              | 0                              | 0                              | 3        | 0        | 102   | 37    |
| 2013-2014             | Aston Villa           | Premier League        | 3           | 0           | 1               | 1               | 2                 | 0                 | -                              | -                              | -                              | -        | -        | 6     | 1     |
| Sous-total            | Sous-total            | Sous-total            | 3           | 0           | 1               | 1               | 2                 | 0                 | -                              | 0                              | 0                              | 0        | 0        | 6     | 1     |
| 2014-2015             | Aalborg BK            | SAS Ligaen            | 32          | 8           | 3               | 2               | -                 | -                 | C1+C3                          | 4+8                            | 0+2                            | -        | -        | 47    | 12    |
| 2015-2016             | Aalborg BK            | SAS Ligaen            | 10          | 0           | 2               | 0               | -                 | -                 | -                              | -                              | -                              | -        | -        | 12    | 0     |
| 2016-2017             | Aalborg BK            | SAS Ligaen            | 3           | 0           | 0               | 0               | -                 | -                 | -                              | -                              | -                              | -        | -        | 3     | 0     |
| Sous-total            | Sous-total            | Sous-total            | 45          | 8           | 5               | 2               | 0                 | 0                 | -                              | 12                             | 2                              | 0        | 0        | 62    | 12    |
| 2015-2016             | SC Paderborn 07       | 2.Bundesliga          | 14          | 4           | 0               | 0               | -                 | -                 | -                              | -                              | -                              | -        | -        | 14    | 4     |
| 2016-2017             | Silkeborg IF          | SAS Ligaen            | 22          | 7           | 3               | 2               | -                 | -                 | -                              | -                              | -                              | -        | -        | 25    | 9     |
| Total sur la carrière | Total sur la carrière | Total sur la carrière | 169         | 53          | 13              | 8               | 2                 | 0                 | -                              | 12                             | 2                              | 3        | 0        | 199   | 63    |